# MJ Cole
MJ Cole (* 1973), vlastním jménem Matthew Coleman, je britský producent, DJ a remixér stylu UK Garage. Na scéně působí přibližně od poloviny 90. let 20. století a vydal řadu singlů, ale i remixů (mj. i pro popové celebrity) a tzv. bootleg tracků.
Patří k nejznámějším interpretům UK Garage a stále k vyhledávaným remixérům.